# Implosión demográfica
Implosión demográfica es el cambio en la distribución de la población que, en lugar de dispersarse en pequeños grupos y depender de diversos ambientes, se encuentra en comunidades industriales o agrícolas con densidades de población relativamente elevadas. La urbanización es el principal proceso moderno de la implosión demográfica.
Existe "una fuerte correlación negativa entre natalidad y la participación femenina en el trabajo".